# Jörg Holkenbrink

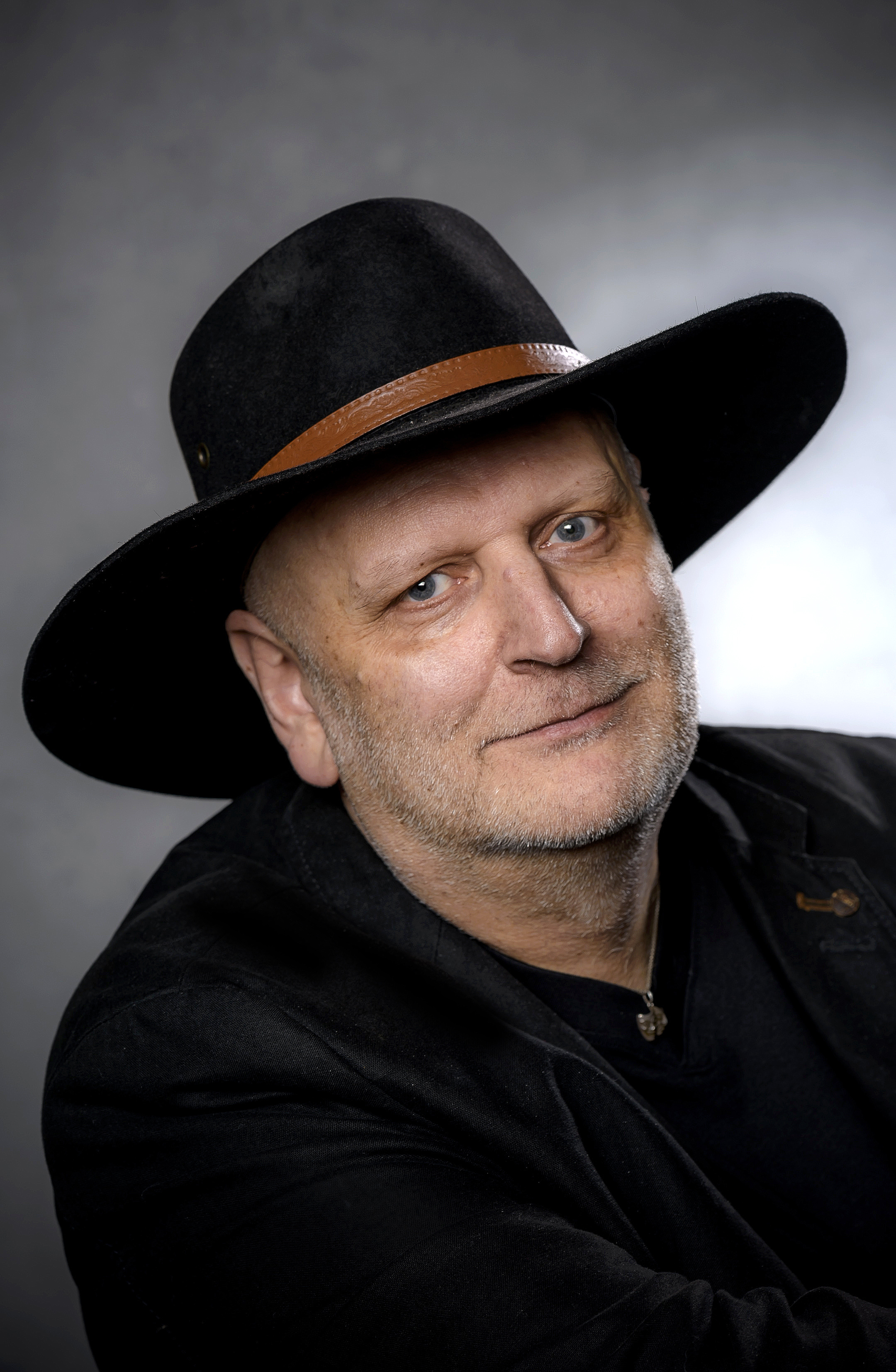
Jörg Holkenbrink (2016)

Jörg Holkenbrink (* 22. September 1955 im Ruhrgebiet; † 3. April 2020 in Bremen) war ein deutscher Theaterregisseur und Bildungsforscher.

## Leben
Jörg Holkenbrink war der künstlerische Leiter des Zentrums für Performance Studies der Universität Bremen und Erfinder des ihm angeschlossenen Theaters der Versammlung, das als eine der ersten Forschungsbühnen in Deutschland gilt. Zu Holkenbrinks Arbeitsschwerpunkten zählten Inszenierungen zwischen Bildung, Wissenschaft und Kunst sowie die Entwicklung von Methoden für Forschendes Theater. 1993 wurde Holkenbrink mit dem Berninghausenpreis für ausgezeichnete Lehre und ihre Innovation im Hochschulbereich ausgezeichnet.

## Publikationen (Auswahl)
- Jörg Holkenbrink, Ralf Streibl u. a.: Klick und mehr – Über Performance Studies und die Lust am Absturz. Interview mit dem Theater der Versammlung. In: FIfF Kommunikation. Zeitschrift des Forums InformatikerInnen für Frieden und gesellschaftliche Verantwortung e.V. 03/2007, S. 42–47. Ebenfalls leicht gekürzt in: M. Bönnighausen, G. Paule (Hrsg.): Wege ins Theater: Spielen, Zuschauen, Urteilen. Berlin 2011, S. 133–139
- Jörg Holkenbrink: Lügen, Stehlen, Ausbilden – Zur Arbeitsweise des Theaters der Versammlung zwischen Bildung, Wissenschaft und Kunst. In: U. Eberhardt (Hrsg.): Neue Impulse in der Hochschuldidaktik. Sprach- und Literaturwissenschaften. Wiesbaden 2010, S. 299–308. Ebenfalls in: M. Bülow-Schramm, D. Gipser, D. Krohn (Hrsg.): Bühne frei für Forschungstheater. Oldenburg 2007, S. 35–44
- Jörg Holkenbrink: Lügen unter Wahrheitssuchern. Gedanken zu Papieren und Aktionen. In: Michael Ganß, Peter Sinapius, Peer de Smit (Hrsg.): Ich seh Dich so gern sprechen. Sprache im Bezugsfeld von Praxis und Dokumentation künstlerischer Therapien. Wissenschaftliche Grundlagen der Kunsttherapie. Band 2, Verlag Peter Lang, Frankfurt a. M. 2008, S. 179–187
- Jörg Holkenbrink: Auf der Kippe. Oder warum sich gerade das Darstellende Spiel einer Debatte über das Verhältnis von Performance und Theater nicht verschließen sollte. In: Spiel und Theater. Heft 184, Weinheim 2009, S. 13–16
- Jörg Holkenbrink: Performance Studies. Alles eine Frage der Zeit. In: Ludwig Huber, Margot Kröger, Heidi Schelhowe (Hrsg.): Forschendes Lernen als Profilmerkmal einer Universität. Beispiele aus der Universität Bremen. UVW, Bielefeld 2013, S. 105–121
- Jörg Holkenbrink, Simon Makhali: Gründungsfieber. Neuinszenierung der 39. Sitzung des Gründungssenats für die Universität Bremen vom 11. Oktober 1970 durch das Theater der Versammlung zwischen Bildung, Wissenschaft und Kunst. In: Christian Joerges, Peer Zumbansen (Hrsg.): Politische Rechtstheorie Revisited. Rudolf Wiethölter zum 100. Semester. zerp, Bremen 2013, S. 201–213
- Carolin Bebek / Jörg Holkenbrink, DENKRAUME IN BEWEGUNG SETZEN Performance Studies: Möglichkeiten der Transformation in fächerübergreifenden Studienprojekten mit dem Theater der Versammlung zwischen Bildung, Wissenschaft und Kunst in Heidi Schelhowe (Hg.) Teaching is touching the future : academic teaching within and across disciplines, Bielefeld 2015. ISBN 978-3-937026-97-8
- Jörg Holkenbrink / Alice Lagaay, Performance in Philosophy/Philosophy in Performance: How Performative Practices Can Enhance and Challenge the Teaching of Theory in Performance matters- the journal http://performancematters-thejournal.com, 2016. ISSN 2369-2537
- Jörg Holkenbrink / Anna Seitz: Die subversive Kraft der Verletzlichkeit. Ein Dialog über Wissenskulturen und ihre Aufführungen, in: Ingrisch, Doris; Mangelsdorf, Marion; Dressel, Gert (Hg.) (2017): Wissenskulturen im Dialog – Experimentalräume zwischen Wissenschaft und Kunst. Bielefeld: transcript, S. 97–110.
- Jörg Holkenbrink / Anna Seitz: „Challenging Formats. Content and Form in Dialogue“ in: Ahmad, Aisha-Nusrat; Fielitz, Maik; Leinus, Johanna; Schlichte, Gianna Magdalena (Hg.) (2018): Knowledge, Normativity and Power in Academia – Critical Interventions, Frankfurt/New York: Campus, S. 137–149.
- Festschrift für Jörg Holkenbrink: Alice Lagaay, Anna Seitz (Hg.) (2018). WISSEN FORMEN. Performative Akte zwischen Bildung, Wissenschaft und Kunst. Erkundungen mit dem Theater der Versammlung. Bielefeld: transcript.